# 20 août 1926
Le vendredi 20 août 1926 est le 232e jour de l'année 1926.

## Naissances
- Edward V. Elyan (mort le 6 avril 2009), pilote d’essai azéri ;
- Frank Rosolino (mort le 26 novembre 1978), tromboniste et chanteur de jazz américain ;
- Hocine Aït Ahmed (mort le 23 décembre 2015), homme politique algérien ;
- Jean-Baptiste Ama (mort le 29 février 2004), évêque catholique ;
- Jean Brismée (mort le 18 janvier 2024), réalisateur belge ;
- Léo Kouper (mort le 8 février 2021), affichiste, illustrateur français ;
- Vytautas Mažiulis (mort le 12 avril 2009), linguiste lituanien ;
- Warren Westlund (mort le 13 février 1992), rameur américain.

## Décès
- Robert Stanley Weir (né le 15 novembre 1856), juge et poète canadien
- William Trew (né le 1er juillet 1878), joueur de rugby

## Événements
- Création de la médaille des Évadés